# سیارک ۱۹۱۴
سیارک ۱۹۱۴ (به انگلیسی: 1914 Hartbeespoortdam، نامگذاری:1930SB1) هزار و نهصد و چهاردهمین سیارک کشف شده‌است که در ۲۸ سپتامبر ۱۹۳۰ کشف شد.
قدر مطلق سیارک برابر ۱۲٫۴۰ است.